# Rudolf Pavlin
Rudolf (Rudi) Pavlin, slovenski zdravnik patofiziolog, * 29. marec 1922, Ljubljana, † 17. september 2018.
Pavlin je leta 1949 diplomiral na Medicinski fakulteti v Ljubljani. Od leta 1960 do 1964 se je strokovno izpopolnjeval v več državah. Od 1949 do 1992 je delal na Inštitutu za patofiziologijo MF v Ljubljani, od 1974 kot njegov predstojnik; redni profesor za patološko fiziologijo na MF v Ljubljani je postal 1973. Upokojil se je leta 1992, ko je dopolnil 70 let.
Glavno področje Pavlinovega raziskovalnega dela je bilo proučevanje delovanja možganskih celic, pa tudi nevrofarmakologija in staranje. Večinoma v tujih strokovnih revijah je objavil 61 raziskovalnih del in strokovnih člankov. Leta 1989 je prejel  Kidričevo nagrado.